# Soyuz 37
Soyuz 37 foi a décima primeira expedição à estação espacial soviética Salyut 6. Levou ao espaço um cosmonauta Vietnamita, integrante do programa Intercosmos, compondo o sexto grupo internacional deste programa.

## Tripulação
Lançados
| Posição                | Cosmonauta      | Duração        | Pousou na |
| ---------------------- | --------------- | -------------- | --------- |
| Comandante             | Viktor Gorbatko | 7d 20h 42m 00s | Soyuz 36  |
| Cosmonauta-pesquisador | Pham Tuan       | 7d 20h 42m 00s | Soyuz 36  |

Aterrissaram
| Posição           | Cosmonauta    | Duração          | Lançou na |
| ----------------- | ------------- | ---------------- | --------- |
| Comandante        | Leonid Popov  | 184d 20h 11m 35s | Soyuz 35  |
| Engenheiro de voo | Valeri Ryumin | 184d 20h 11m 35s | Soyuz 35  |

## Parâmetros da Missão
- Massa 6 800 kg
- Perigeu: 197,8 km
- Apogeu: 293,1 km
- Inclinação: 51,61°
- Período: 89,12 minutos

## Pontos altos da missão
Sexto grupo internacional. Viktor Gorbatko e Pham Tuan do Vietnã subiram a bordo da Salyut 6 na Soyuz 37, e retornaram à Terra na Soyuz 36. Os experimentos de Tuan envolviam observações do Vietnã do espaço, ciências da vida (incluindos testes do crescimento das samambaias vietnamitas, com aplicações para futuros sistemas de suporte de vidas de ciclo fechado), e processo de materiais. Retornou o grupo Dneiper de longa duração lançado na Soyuz 35 para a Terra.